# Other Men's Women
Pour plus de détails, voir Fiche technique et Distribution.
Other Men's Women est un film américain pré-Code, réalisé par William A. Wellman, sorti en 1931.

## Synopsis
Un triangle amoureux est résolu tragiquement quand l'un des deux hommes amoureux de Lily se sacrifie en conduisant son train sur un pont, afin de faire un barrage destiné à stopper une inondation imminente.

## Fiche technique
- Réalisation : William A. Wellman
- Scénario et adaptation : Maude Fulton
- Dialogues : William K. Wells
- Photographie : Barney McGill
- Montage : Edward M. McDermott
- Musique : Erno Rapee
- Genre : Comédie dramatique, Film d'amour, Mélodrame[2]
- Production : Warner Bros.
- Durée : 65 ou 70 minutes[3]
- Date de sortie : 17 janvier 1931

## Distribution

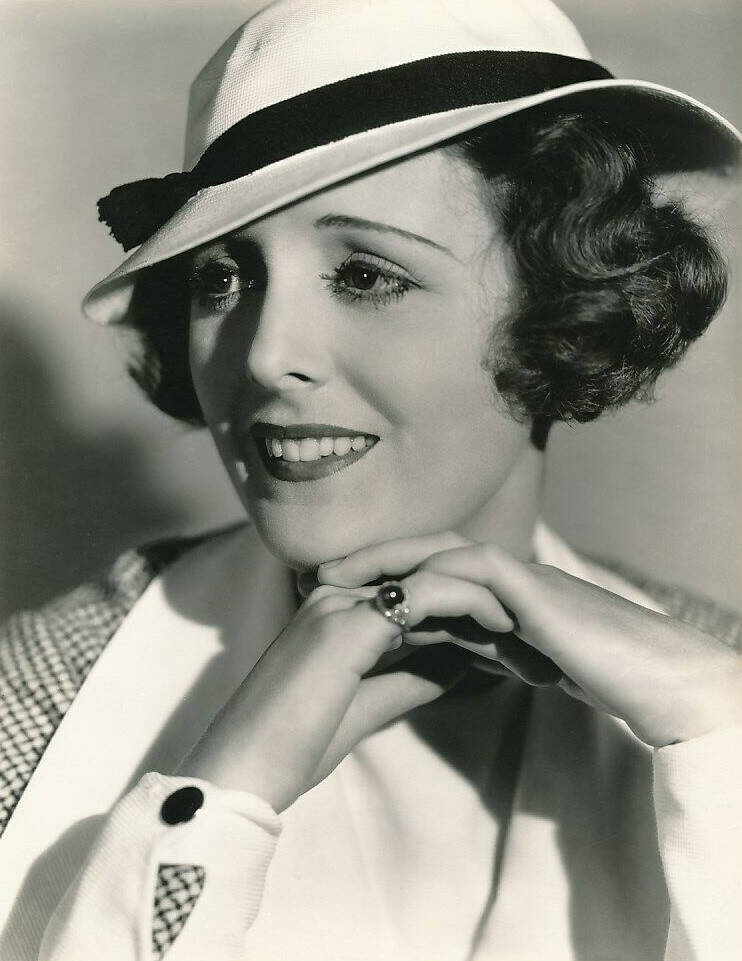
Mary Astor dans les années 1930.

- Grant Withers : Bill
- Mary Astor : Lily
- Regis Toomey : Jack
- James Cagney : Ed
- Fred Kohler : Haley
- J. Farrell MacDonald : Peg-Leg
- Joan Blondell : Marie
- Lillian Worth : Waitress
- Walter Long : Bixby